# Johann Baptist Gumpenhuber
Johann Baptist Xaver Gumpenhuber (* 17. Oktober 1710 in Wien; † ? in England?) war ein österreichischer Pantaleon-Virtuose und Komponist.
Gumpenhuber war der zweite Sohn des österreichischen Tänzers und Choreographen Tobias Gumpenhuber (1670–1751) und jüngerer Bruder des Tänzers und Chronisten Philipp Tobias Gumpenhuber (1708–1770). Er war der prominenteste Schüler von Pantaleon Hebenstreit, dem Erfinder des Pantaleons. 1755 wurde er über Vermittlung des russischen Diplomaten Alexei Petrowitsch Bestuschew-Rjumin nach Sankt Petersburg engagiert, wo er bei Konzerten und Opernaufführungen mitwirkte und „wegen seiner erstaunlichen Accuratesse in der Ausübung, ungemeiner Cadenzen, Capricci und Trillern“ bewundert wurde. 1756 reiste er nach England, wo sich seine Spur verliert. Er komponierte Konzerte und Capricen für das Pantaleon, die nicht erhalten sind.